# 邓忠臣
邓忠臣（?—約1103年），字慎思，一字谨思，长沙人（现汨罗市白水镇邓家坊），自号玉池先生。
早年是王珪门客，神宗熙宁三年（1070年）进士，累官知衡阳县，大理丞。元丰四年（1081年）擔任开封府界提举司管勾官。五年，以《献郊祀庆成赋》擢拔火秘书省正字。哲宗元祐三年（1088），权通判瀛州。迁升為考功郎。六年，为秘书省注《晋书》官。崇宁元年（1102）入元祐党籍，出守彭门，改汝海。約卒於崇宁二年（1103）。著有《注杜诗》。

## 家庭
- 邓进忠五世孙。
- 母親：永壽縣太君周氏[7][8]